# Alyxia orophila
Alyxia orophila är en oleanderväxtart som beskrevs av Karel Domin. Alyxia orophila ingår i släktet Alyxia och familjen oleanderväxter. Inga underarter finns listade i Catalogue of Life.